# Den försvunne brudgummen
Den försvunne brudgummen, i original A Case of Identity, är en novell av den skotske författaren Sir Arthur Conan Doyle i hans serie berättelser om detektiven Sherlock Holmes. Den försvunne brudgummen publicerades ursprungligen i Strand Magazine och finns med i novellsamlingen The Adventures of Sherlock Holmes.

## Handling
Året är 1890. Miss Mary Sutherland söker Holmes hjälp då hennes fästman övergett henne vid altaret och försvunnit. Hennes styvfar, mister James Windibank, vill inte gå till polisen eller konsultera Sherlock Holmes, men miss Sutherland är fast besluten att få reda på sanningen. 
Miss Sutherland beskriver sin situation för Holmes och Doktor Watson. Hon uppbär varje år ränta från ett arv, men denna inkomst låter hon gå till sin styvfars och sin mors hushåll, så länge hon bor med dem. Hon tycker hon klarar sig gott på inkomster som maskinskriverska. Miss Sutherland låter berätta att fästmannen, mister Hosmer Angel, är tystlåten och inte avslöjat så mycket om sig själv. Hon vet inte var han bor eller var han arbetar och han har skrivit alla sina brev till henne på skrivmaskin.
På bröllopsmorgonen hade mister Angel kommit för att hämta upp miss Sutherland och hennes mor i en Hansom cab. De skulle inte rymmas alla tre i droskan, så Hosmer Angel lät damerna ta plats och letade själv upp en annan droska. Damerna anlände något före till kyrkan, och stod och väntade på att mister Angel skulle kliva ur. Det gjorde han emellertid inte och när droskföraren undersökte saken var hans droska tom.
Miss Sutherland berättade allt för styvfadern som rådde henne att inte glömma mister Angel. Han har nog hotats av någon fara och kommer att dyka upp igen, menade styvfadern. Miss Sutherland lämnar Holmes och Watson. Holmes anser fallet vara enkelt. 
Styvfadern, mister Windibank, skriver till Holmes för att boka ett möte. Väl anländ, ursäktar han sig för att hans styvdotter besvärat detektiven. Det går ju ändå inte att finna denne Hosmer Angel, menar han. Holmes är av annan åsikt och låter berätta för mister Windibank att om skrivmaskiner inte är helt nya så är de faktiskt nästan lika individuella som människors handstilar. Holmes bevisar för Windibank att breven från Hosmer Angel är skrivna med samma skrivmaskin som den som mister Windibank använde för att skriva till Holmes. Steg för steg bevisar Holmes att mister Angel i själva verket är mister Windibank. Motivet är ekonomiskt.
Mister Windibank har inte begått något direkt brott, men Holmes hotar att piska upp honom, varvid mannen brådstörtat lämnar Baker Street 221b. 
Holmes bedömer det hela som att han inte kommer att lyckas övertyga miss Sutherland om sanningen, så han avslöjar den inte för henne. I en kommentar till Watson spår Holmes att mister Windibank kommer att begå värre och värre brott och att det kommer att sluta med galgen.